# 依纳爵·贝西·多博
依納爵·贝西·多博（法語：Ignace Bessi Dogbo，1961年8月17日—）是科特迪瓦天主教高级神职人员，自2024年起担任阿比让总主教。在此之前，他曾于2004年至2021年担任卡蒂奥拉主教，并于2021年至2024年担任科霍戈总主教，而他此前早在2017年起就已担任该地的宗座署理。他于2024年12月7日由教宗方济各擢升为枢机。

## 生平
伊尼亚斯·贝西·多博于1961年8月17日出生在阿比让的尼昂贡-阿贾梅村。他于1987年8月2日由约波贡教区主教老楞佐·阿克朗·曼乔祝圣为司铎，并在该教区担任两年的本堂神父职务。自1989年起，他在罗马宗座圣经研究院学习四年，获得圣经释义学位。返回尤布贡后，他于1993年至1995年担任宗座传教会教区主任，并于1995年至2004年间担任教区副主教。1997年，他被任命为约波贡圣安德肋主教座堂的本堂神父。1993年至1997年间，他还担任阿巴金·库特（松贡）圣保禄大神学院的圣经语言教授。
2004年5月12日，教宗若望保祿二世任命他为卡蒂奥拉教区主教。他于7月4日由曼乔主教祝圣为主教，并于7月10日在该教区就职。
作为科特迪瓦主教团推选的代表，他于2015年10月在梵蒂冈参加了世界主教会议。他于2017年被任命为科霍戈教区宗座署理主教，之后他于2021年1月3日被教宗方济各任命为科霍戈总主教。自2017年至2023年，贝西·多博担任科特迪瓦主教团主席。随后他于2024年5月20日被教宗方济各任命为阿比让总主教，并于8月3日在阿比让圣保禄主教座堂正式就职。
2024年10月6日，教宗方济各宣布计划于12月8日擢升贝西·多博为枢机，但这一日期后来提前至12月7日，并于当天如约正式擢升他为枢机，还授予他领衔教堂——“圣瑪略和圣伴殉道者教堂”司鐸級樞機职位。作为有教宗选举权的枢机，他参与了2025年选出教宗良十四世的秘密会议。